# L.A. Is My Lady
L.A. Is My Lady è uno degli ultimi album del cantante statunitense Frank Sinatra.  Il disco è stato pubblicato nel 1984 e gli arrangiamenti sono di Quincy Jones. Nel corso dell'incisione, il cantante Michael Jackson entrò a sorpresa in studio chiedendo di farsi autografare da "The Voice" l'album My Way. La casa discografica è la Warner Bros. Records. L'album ha raggiunto l'ottava posizione in classifica in Svezia.

## Tracce
1. L.A. Is My Lady
2. The Best of Everything
3. How Do You Keep the Music Playing?
4. Teach Me Tonight
5. It's All Right With Me
6. Mack the Knife
7. Until the Real Thing Comes Along
8. Stormy Weather
9. If I Should Lose You
10. A Hundred Years from Today
11. After You've Gone